# Linsleya californica
Linsleya californica är en skalbaggsart som beskrevs av Nils Sten Edvard Selander 1955. Linsleya californica ingår i släktet Linsleya och familjen oljebaggar. Inga underarter finns listade i Catalogue of Life.